# Vera Bolten
Vera Bolten (* 8. Oktober 1976 in Korschenbroich) ist eine deutsche Musicaldarstellerin und Sängerin der Band chaosbaby.

## Leben
Bereits in der Schule (Gymnasium Korschenbroich) beteiligte sich die Sopranistin in der Musical-AG, die im Abstand von zwei Jahren bis zum heutigen Tage noch Musicals aufführt. Sie gewann in den Jahren 1995 (noch zu Schulzeiten; Abitur: 1996), 1997 und 1999 den Förderpreis im Bundeswettbewerb Gesang in der Sparte Musical/Chanson/Song, Kategorie B (1996 und 1997) und Kategorie A (1999). Im letzten Jahr ihres Teilnehmens gewann sie zudem den Sonderpreis des Deutschen Bühnenvereines für die beste Darstellung einer Musicalszene.
Ab 1996 ließ sie sich an der Universität der Künste in Berlin zur Musicaldarstellerin ausbilden. Neben dem Studium trat sie in verschiedenen Musicals auf (z. B.: Der Glöckner von Notre Dame). 2000 schloss ihr Studium erfolgreich ab und verließ die Schule. Sie war im gleichen Jahrgang wie Katja Berg, Claudia Stangl und Kathleen Bauer. Von Dezember 2004 an spielte sie bis zum Ende der Produktion im September 2008 im Queen-Musical „We Will Rock You“ im Kölner Musical Dome die Hauptrolle der Scaramouche. Auch in der Folgeproduktion des Musicals im Apollo-Theater in Stuttgart seit November 2008 war sie als Walk-In für diese Rolle im Darstellerteam vertreten. Vera Bolten ist mit ihrem Kollegen Alexander Melcher liiert und hat zwei Kinder. Nach der Geburt des zweiten Kindes widmete sie sich dem Kindermusical „Hexe Huckla und die total verrückte Sprachmaschine“, das aus der Feder von Maricel Wölk stammt; mit diesem Musical tourte sie durch Grundschulen, um den Schülern die englische Sprache näherzubringen. Dies war allerdings nicht ihr erstes Mitwirken in einem Kindermusical; 1999 spielte sie schon bei einer Aufnahme von „Das SAMS“ von Rainer Bielfeldt mit. Ab Sommer 2010 war sie dann als Vertretung von Jessica Kessler (Erstbesetzung) im Stuttgarter Musical „We Will Rock You“ wieder häufiger zu sehen. Sie stand im April 2011 mit Tick, Tick... BOOM! auf der Bühne des Katielli-Theaters. Im darauffolgenden Sommer stand sie als Mimi Márquez im Musical Rent auf der Bühne der Schlossfestspiele Ettlingen. 2012 spielte sie dann zuerst die Rolle der quirligen Eva in „Die Tagebücher von Adam & Eva“. Und später verkörperte sie bei den Schlossfestspielen Neersen die Rolle der Frau Rotkohl in „Eine Woche voller Samstage“. 2014 war sie als Sally Bowles in Cabaret im Theater Oberhausen zu sehen, im November desselben Jahres übernahm sie die Rolle der Christa Lubanski in der Welturaufführung von „Das Wunder von Bern“ in Hamburg.

## Musicals (Auswahl)
- Du bist in Ordnung Charlie Brown (Berlin)
- Hedwig and the angry inch (Berlin)
- Der Glöckner von Notre-Dame (Berlin)
- West Side Story (Braunschweig)
- Les Misérables (Bonn)
- West Side Story (Düsseldorf)
- Les Misérables (Berlin)
- We Will Rock You (Köln, Stuttgart & Berlin)
- Rent (Ettlingen)
- Die Tagebücher von Adam & Eva (Berlin, Datteln)
- Eine Woche voller Samstage (Willich)
- Cabaret (Oberhausen)
- Das Wunder von Bern (Hamburg)
- Himmel und Kölle (Köln)